# Robie Motor Car Company
Robie Motor Car Company war ein US-amerikanischer Hersteller von Automobilen.

## Unternehmensgeschichte
Fred G. Robie gründete etwa 1913 das Unternehmen in Chicago in Illinois. Er hatte ein Fahrzeug entwickelt. Im Januar 1914 begann die Produktion von Automobilen. Der Markenname lautete Robie. Im gleichen Jahr endete die Produktion. Insgesamt entstanden nur wenige Fahrzeuge.

## Fahrzeuge
Das erste Modell entstand bei der Massnick-Phipps Manufacturing Company. Es wurde zwar als Cyclecar bezeichnet, allerdings erfüllte es ein Kriterium nicht. Der Zweizylindermotor war luftgekühlt. Zu seinen Zylinderabmessungen gibt es geringfügig unterschiedliche Angaben. Bei der Bohrung passt es mit 3 1⁄2 bzw. 3,5 Zoll überein. Für den Hub gibt eine zeitgenössische Quelle als Bruch 4 3⁄32 Zoll an, was als Dezimalzahl exakt 4,09375 Zoll entspricht. Eine andere Quelle nennt dagegen die Dezimalzahl 4,0938 Zoll, die offensichtlich auf vier Nachkommastellen gerundet ist. Die zeitgenössischen Angaben sind nach heutigen Maßstäben umgerechnet exakt 88,9 mm und 103,98125 mm. Allerdings war es damals mit einer derart hohen Genauigkeit nicht produzierbar. Diese Zylinderabmessungen ergaben 1291 cm³ Hubraum. Das Hubraumlimit für Cyclecars lag jedoch bei 1100 cm³. Der Motor war mit 12/15 PS angegeben und leistete 12 PS. Die Motorleistung wurde über ein Friktionsgetriebe und eine Kette auf die differenziallose Hinterachse übertragen. Das Fahrgestell hatte 274 cm Radstand und 91 cm Spurweite. Der offene Aufbau des Roadsters bot Platz für zwei Personen hintereinander. Das Leergewicht betrug etwa 245 kg. Der Neupreis lag bei 375 US-Dollar.
Im Sommer 1914 war ein neues Modell geplant. Die Pullman Motor Car Company sollte die Fahrzeuge herstellen. Soweit bekannt, scheiterten die Pläne. Dieser Wagen hatte einen Vierzylindermotor mit Wasserkühlung. Angegeben waren 2 3⁄4 Zoll (69,85 mm) Bohrung und 4 Zoll (101,6 mm) Hub. Das ergab 1557 cm³ Hubraum und 12 PS Leistung. Der Radstand war auf 259 cm gekürzt und die Spurweite auf 112 cm vergrößert worden. Die zwei Sitze des Roadsters waren nun leicht versetzt nebeneinander angeordnet. Das Leergewicht war mit etwa 500 kg angegeben.